# بخش موهالی
بخش موهالی (به انگلیسی: Sahibzada Ajit Singh Nagar district) یک بخش در هند است که در پنجاب واقع شده‌است. بخش موهالی ۱٬۰۹۸ کیلومتر مربع مساحت و ۹۹۴٬۶۲۸ نفر جمعیت دارد.